# 小肠嗜眼吸虫
小肠嗜眼吸虫（学名：Philophthalmus intestinalis）为嗜眼科嗜眼属的动物。在中国大陆，分布于广东肇庆等地，营寄生生活，终末宿主家鸭以及寄生在小肠。该物种的模式产地在广东肇庆。